# کریس اودوود
کریستوفر«کریس» اودوود (زاده ٩ اکتبر ١٩٧٩) بازیگر و کمدین ایرلندی است.بیشتر شهرت وی به خاطر بازی در یک مجموعه طنز به نام گروه آی‌تی است.

## قسمتی از فیلمشناسی
سینما:
- ورا دریک -٢٠٠٤
- قایقی که راک پخش می‌کرد-۲۰۰۹
- سفرهای گالیور -٢٠١٠
- ساقدوش‌ها -٢٠١١
- یاقوت‌های کبود -٢١٢
- این است ۴۰ -٢٠١٢
- حماسه -٢٠١٣
- ثور: دنیای تاریک -٢٠١٣
- کالواری -٢٠١٤
- وینسنت مقدس -٢٠١٤
- جولیت، برهنه-۲۰۱۸
- چگونه یک دختر درست کنیم-۲۰۱۹

سریال:
- کلاه سرخ -٢٠٠٣-٢٠٠٤
- دکتر مارتین -٢٠٠٤
- گروه آی‌تی -٢٠٠٦
- مرد خانواده
- هیولاها علیه بیگانگان